# Olaf Maninger

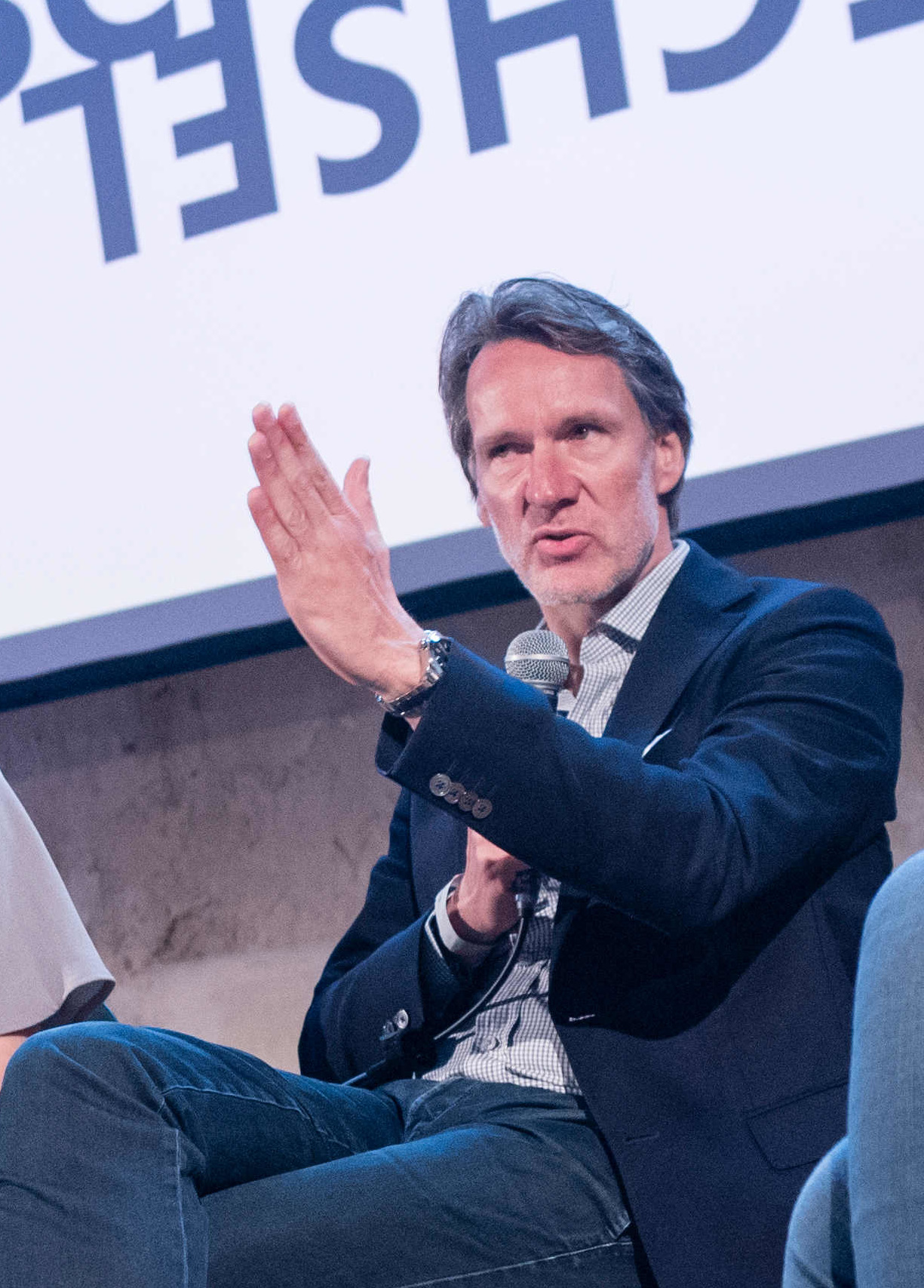
Olaf Maninger (2016)

Olaf Maninger (* 16. Oktober 1964 in Recklinghausen) ist ein deutscher Cellist.
Olaf Maninger begann 1978 seine Studien bei János Starker und setzte sie von 1985 bis 1991 bei Boris Pergamenschikow fort. Er kam 1994 als Cellist zu den Berliner Philharmonikern, deren Solocellist er seit 1996 ist.
Von 1997 bis 2002 war Maninger Geschäftsführer der Berliner Philharmoniker GbR. Seit Gründung der Stiftung Berliner Philharmoniker im Jahr 2002 übt er diese Funktion als Medienvorstand weiter aus und ist außerdem Mitglied des Stiftungsvorstands. Er war maßgeblich an der Konzeption der Digital Concert Hall beteiligt und ist seit 2008 Geschäftsführer der Berlin Phil Media GmbH. Zudem ist er Mitglied des Ensembles Die 12 Cellisten der Berliner Philharmoniker.